# Пагаруюнг (держава)
Пагаруюнг  — малайська держава, що панувала на значній частині Західної Суматри. Відома також як царство Малаюпура та султанат Пагаруюнг.

## Історія
1347 року представник династії Маулі Адітьяварман після поразки держави Мелаю від імперії Маджапагіт повернув столицю з Дгармасраї до старовинної столиці Малаюпура, яке згодом було перейменовано на Пагаруюнг. Тому в перші роки нова держава мала обидві назви. Спочатку була васалом імперії Маджапагіт. Брала участь у 1377 році в остаточному знищенні Шривіджаї.
1409 року в битві в місцині Паданг Сібусук армія Пагаруюнгу завдала поразки війську Маджапагіт, внаслідок чого відновила незалежність. Ймовірно у середині XV ст. відбувається послаблення централізованого управління, внаслідок чого при владі протягом більші ніж сторіччя перебував триумвірат з раджей, що також належав до правлячої династії. Наслідком стало визнання в 1600-х роках залежності від султанату Ачех. Проте 1664 року внаслідок повстання незалежність було відновлено.
Першим європейцем, що прибув сюди в 1684 році, був португалець Томаш Діаш, португалець, який працював у голландського губернатора Малакки. Невдовзі дипломатичний, політичний та економічний вплив Пагаруюнг охопив майже весь острів Суматра. Але згодом було встановлено контакти з Голландською Ост-Індською компанією, яка поступов перебрала на себе зовнішню торгівлю.
1759 року розпочато політику, спрямовану на ліквідацію голландською монополії. В подальшому правителі Пагарюнга намагалис яздобути допомогу британців у боротьбі з Голландською Ост-Індською компанією. Але лише 1795 року, коли британці встановили контроль над голландськими володіннями у західній Суматрі, це вдалося. Пагаруюнг залишився ключовою державою Східної Суматри.
У 1803 році релігійні протиріччя викликали війну між мусульманами-падріу та представниками традиційних синкретичних вірувань, розколовши знатні родини та навіть представників правлячої династії. Царський палац Пагаруюнгу було спалено у 1804 році. 1815 року більшість членів династії було вбито. Губернатор Стемфорд Рафлз відвідав Пагаруюнг у 1818 році, діставшись до нього із західного узбережжя.
Голландці повернулися в Паданг у травні 1819 року. В результаті договору з кількома пенгулу та представниками династії голландські війська виступили проти падрі у квітні 1821 року, відновивши на троні Султан Аріфіна Мінангсіяха. За Лондонським договором 1824 року королівство Нідерланди отримали Суматру, зокрема й Пагаруюнг. Втім престиж султана залишався високим серед населення, що спричинило намір відновити самостійність держави. Але війська Пагаруюнга зазнали поразки, внаслідок чого усі землі було приєднано до колонії Нідерландська Ост-Індія.

## Устрій
У XIV—XVI ст. державна система була схожа на управління в імперії Маджапагіт. На чолі стояв монарх, що мав титул магараджа або магараджажіраджа. Він мав своєрідного заступника, яким був ювараджа, тобтоо офіційний спадкоємець трону. Також значну роль відіграва перший міністр. Влада монарха спиралася на військо та аристократію. В подальшому було впроваджено 4 посади (баса-ампек-бБалай): бандаро; махудумом; індомо; туан-гадангом. Кожен з ним відповідав за певну територію, де здійснював фінансовий контроль (збори податків та мит). Пізніше під впливом ісламу туан-каді змінив посаду туан-гаданга.
Столицею керує безпосередньо магараджа, тоді як допоміжними областями (нагарі) залежні датуки (вожді)  Нагарі були напівавтономними громадами або групаи сіл з власною скабницею та судом, які охоплювали значну частину держави. Загалом нараховувалося близько 500 нагарі. Пенгулу обирався членами племені та жителями нагарі, щоб очолювати та контролювати управління нагарі. В свою чергу нагарі утворювали більші об'єднання, які називалися луак (лугак), що були основою васальних племен. Загалом територія держави поділялася на суходол (дарек) і узбережжя (рантау). Область дарек складалася з 3 луаків — Танах Дата, Агам і Лімопулуах.
У XVI—XVII ст. влада була розділена між з правителями: раджею аламом (царем світу), раджею-адат (царем адату) і раджею-ібадатом (царем віри). Головним був раджа-алам зі столицю в Пагаруюнзі. Разом їх називали раджотіглосело (царями трьох печаток). У XVII ст. монарх став носити титул султана.

## Економіка
Основу становили землеробство, добування корисних копалень, заготівля деревини, рибальство й торгівля. Пагараюунг контролював в регіоні торгівлю золотом. Торгівля здійснювалася з державами Суматри, півдня Філіппін, островів Ява, Борнео, Аюттхаєю (потім Сіамом). З прибуттям єврпоейців, почалися контакти з португальськими, голландськими та британськими торговельними компаніями.

## Культура

### Архітектура

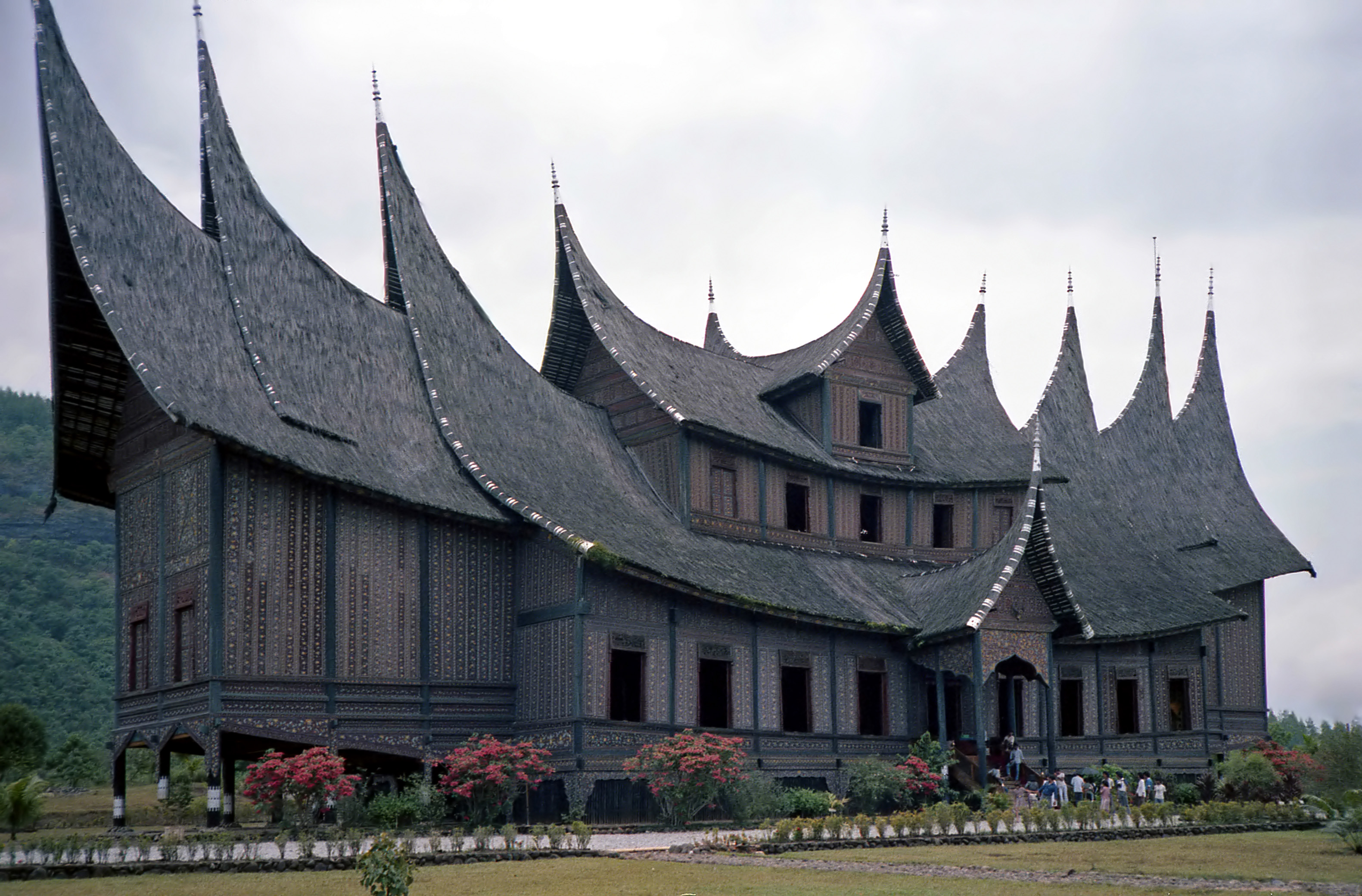
Палац магараджи

Кілька артефактів, знайдених за часів правління Адітьявармана, включають низку каменів із написами та статуї. Деякі з цих предметів були знайдені на Букіт Гомбак, пагорбі поблизу сучасного Пагаруюнга, і вважається, що там був розташований царський дерев'яний палац (істана). Останній був побудований у традиційному архітектурному стилі Румах-Гаданг (насамперед з типовий дах, схожий на ріг, виготовлений із 26 тис. кг волокон пальми arenga pinnata), але мав низку нетипових елементів, включаючи триповерхову структуру, 72 колони та більший розмір порівняно зі звичайним палацом. Палац кілька разів знищувався вогнем — у 1804, 1966 і 2007 роках. Зрештою був відбудований і сьогодні функціонує як музей і популярний туристичний об’єкт. Палац також оснащений більш ніж 100 копіями антикварних меблів і предметів в стилі Мінанг.

### Вірування
Тривалий час тут переважав буддизм, при деякому зберігання індуїзму та місцевих вірування анімістичного штибу. Буддизм відбився в численних храмових комплексах, що збереглися до тепер в Падангроко, Паданглавас і  Муара Такус.
Перші представники ісламу зафіксовано наприкінці XIV ст. Згідно «Сумма Сходу від Червоного моря до Китайського» Томе Піріша з 3 раджей-правителів Пагаруюнга лише 1 був мусульманином — Шрі Деваварна. У XVI ст. сюди стали прибувати численні улеми з Малакки і Ачеху. З кінця XVII ст. завдяки шейху Бурхануддіну Улакана (з суфійської шоли Шаттарі) починається поширюватися іслам, коли члени правлячої династії та більшість знаті навернулися до нього. У наступному столітті іслам став провідною релігією.  У 1784 році суфійський улем Туанку Нан Туо розпочав рух падрі, що мав багато спільно з салафізмом.